# 3月15日
3月15日是公历一年中的第74天（闰年第75天），离全年的结束还有291天。

## 大事记

### 19世紀以前
- 前44年：罗马共和国独裁官尤利乌斯·凯撒遭到马尔库斯·布鲁图斯等元老院议员暗杀身亡。
- 993年：東法蘭克王國國王亨利一世的軍隊在里阿德戰役中擊敗匈牙利公國的軍隊。
- 1493年：西班牙探险家克里斯多福·哥伦布的舰队在首次远航到美洲后，返回西班牙。

### 19世紀
- 1820年：缅因州成为美国第23个州。
- 1823年：水手班傑明·莫雷爾（英语：Benjamin Morrell）錯誤地報告南極洲附近存在新南格陵蘭島。
- 1827年：多伦多大学成立。
- 1848年：匈牙利革命爆发，反抗奧地利帝國哈布斯堡王朝統治。

### 20世紀
- 1906年：劳斯莱斯公司成立。
- 1917年：俄罗斯罗曼诺夫王朝沙皇尼古拉二世因为二月革命退位，国家由临时政府接管。
- 1920年：美国参议院第二次拒绝批准凡尔赛和约。
- 1921年：主导亚美尼亚种族灭绝的奥斯曼帝国大维齐尔穆罕默德·塔拉特帕夏在柏林被亚美尼亚学生索戈蒙·泰赫利里安刺杀。
- 1922年：福阿德一世就任埃及蘇丹國國王。
- 1939年：纳粹德国国防军开始占领捷克斯洛伐克，建立傀儡政权波希米亚和摩拉维亚保护国。
- 1943年：50,000名猶太人從希臘城市塞薩洛尼基被驅逐出境的行動展開。
- 1956年：改編自蕭伯納劇作《賣花女》的美國音樂劇《窈窕淑女》在紐約百老匯劇院首次演出。
- 1961年：南非退出英联邦。
- 1962年：时任美国总统的约翰·肯尼迪在美国国会发表《关于保护消费者利益的总统特别咨文》一文，文中首次提出消费者的四项权利，此即为该日被定为国际消费者权益日的原因所在。
- 1970年：日本万国博览会举行。
- 1972年：美国导演法兰西斯·柯波拉根据马利奥·普佐同名小说改编的电影《教父》在美国公映。
- 1974年：尼克松被指控参与水门事件。
- 1979年：1979年赫拉特叛亂。
- 1985年：第一个互联网注册域名诞生（symbolics.com）。
- 1990年：戈爾巴喬夫正式就任蘇聯總統。
- 1991年：英国、美国、法国和苏联正式结束对德国法律意义上的占领。
- 1992年：中国棋院建院。
- 1999年：中華人民共和國全國人民代表大會通過中華人民共和國憲法修正案，是第四部憲法第三次被修改。
- 2000年：马来西亚航空85号班机卸货时机上被中国化工建设大连公司谎报为无毒8-羟基喹啉固体粉末的草酰氯发生泄漏，使得5名装卸工人中毒。

### 21世紀
- 2003年：在第十屆全國人民代表大會中，胡錦濤當選中華人民共和國主席，江澤民繼續出任中華人民共和國中央軍事委員會主席，吳邦國當選十屆全國人大常委會委員長。
- 2011年：敘利亞各地爆發反對總統巴夏爾·阿塞德的抗議活動，其後演變成敘利亞內戰。
- 2019年：紐西蘭發生基督城清真寺槍擊案，造成50人死亡。

## 出生
- 1638年：顺治帝愛新覺羅福臨，清朝皇帝（1661年逝世）
- 1713年：尼可拉·路易·拉卡伊，法國天文學家（1762年逝世）
- 1767年：安德鲁·杰克逊，美国政治人物，第7任美国总统（1845年逝世）
- 1809年：，賴比瑞亞政治人物，第1、7任賴比瑞亞總統（1876年逝世）
- 1813年：約翰·斯諾，英國醫生，現代流行病學的創始人之一（1858年逝世）
- 1854年：埃米尔·阿道夫·冯·贝林，德國醫學家、細菌學家、血清學家，1901年諾貝爾生理學或醫學獎得主（1917年逝世）
- 1856年：原敬，日本政治人物，第19任日本首相（1921年逝世）
- 1878年：礼萨汗，伊朗沙阿（1944年逝世）
- 1899年：葛量洪，英國殖民地官員，第22任香港總督（1978年逝世）
- 1905年：左权，中国抗日将领，八路军副参谋长（1942年逝世）
- 1921年：福島菊次郎，日本攝影師、記者（2015年逝世）
- 1930年：若雷斯·阿尔费罗夫，俄罗斯物理学家，2000年诺贝尔物理奖得主（2019年逝世）
- 1930年：馬丁·卡普拉斯，美國理論化學家，2013年諾貝爾化學獎得主（2024年逝世）
- 1932年：阮文東，越南音樂家，原越南共和國軍上校（2018年逝世）
- 1932年：唐飛，臺灣軍事人物、政治人物
- 1933年：露絲·貝德·金斯堡，美國法學家，最高法院第二位女性大法官（2020年逝世）
- 1934年：貝爾納·羅伊，法國數學家（2017年逝世）
- 1935年：納比勒·阿拉比，埃及外交官（2024年逝世）
- 1935年：井箟重慶，日本企業家
- 1942年：鋼鐵酋長，伊朗男演員、前職業摔跤選手（2023年逝世）
- 1943年：大衛·柯能堡，加拿大電影導演
- 1944年：紀政，台灣田径运动員
- 1946年：大衛·摩爾斯，英國商人，利物浦足球俱樂部主席（2022年逝世）
- 1947年：簡錫堦，臺灣政治人物，前任中華民國立法委員
- 1947年：鄭再順，韓國女演員
- 1948年：塞爾吉奧·維埃拉·德梅洛，巴西籍聯合國外交官（2003年逝世）
- 1953年：盧宛茵，香港女演員
- 1955年：二又一成，日本男性聲優
- 1956年：高橋葉介，日本漫畫家
- 1957年：王廷惠，越南政治人物，曾任越南國會主席
- 1958年：黃耀信，香港足球運動員、教練
- 1961年：蒙吉·巴文迪，美國化學家，2023年諾貝爾化學獎得主
- 1963年：司馬燕，香港女演員（2015年逝世）
- 1963年：，美國男歌手、演員，毒藥樂隊主唱
- 1967年：屠洪剛，中國男歌手
- 1967年：武內直子，日本漫畫家
- 1970年：列昂尼德·帕謝奇尼克，盧甘斯克人民共和國政治人物，現任盧甘斯克人民共和國元首
- 1973年：橘U子，日本女性聲優
- 1975年：Will.i.am，美國男歌手
- 1975年：伊娃·朗格莉亞，美國女演員
- 1976年：阿比·狄爾，印度演員
- 1978年：小林尊，日本大胃王選手
- 1978年：鄭亨敦，韓國搞笑藝人、主持人
- 1980年：姜藝媛，韓國女演員
- 1981年：若林樹里，日本AV女优
- 1984年：李允智，韓國女演員
- 1984年：羅斯·漢伯里，英國貴族夫人
- 1985年：林立偉，臺灣電子競技選手
- 1985年：梅田悠，日本女子偶像團體SDN48成員
- 1985年：李多熙，韓國女演員
- 1987年：鄭凡，中國女歌手、演員
- 1988年：陳宇寧，香港女游泳選手
- 1988年：趙勁皓，香港籃球運動員、模特兒、演員
- 1989年：林希靈，香港無綫電視女藝員
- 1989年：大今良時，日本漫畫家
- 1991年：北乃紀伊，日本女演員、模特兒
- 1991年：黃瑾瑜，馬來西亞籍華裔英國喜劇演員
- 1992年：艾莉雅·巴特，印度裔英國女演員
- 1993年：木村都那，日本AV女優
- 1993年：緒川里緒，日本AV女優
- 1993年：徐有慶，韓國女子偶像團體AOA前成員
- 1993年：艾莉雅·巴特，印度女演員
- 1993年：保羅·博格巴，法國職業足球運動員
- 1995年：豐田萌繪，日本女性聲優
- 1995年：有安杏果，日本女子偶像團體桃色幸運草成員
- 1996年：朴真佑，韓國男子偶像團體ASTRO成員
- 1996年：周智慧，新加坡女演員、模特兒
- 1997年：溫晶婕，中國女子偶像團體SNH48成員
- 1997年：黑島結菜，日本女演員
- 1999年：根本凪，日本女性偶像
- 1999年：馬克西姆·皮昂費蒂，法國男子擊劍運動員
- 2000年：克里斯蒂安·科斯托夫，俄羅斯、保加利亞男歌手
- 2001年：長谷川玲奈，日本女性聲優
- 2003年：，英格蘭職業足球運動員
- 生年不詳：木村太飛，日本男性聲優

## 逝世
- 前44年：凱撒，罗马共和国末期的军事统帅、政治家，儒略家族成员（前100年出生）
- 220年：曹操，中国东汉末年军事家、政治家、诗人（155年出生）
- 1842年：路易吉·凱魯比尼，義大利作曲家（1760年出生）
- 1875年：威廉·梅納德·戈姆，英國陸軍元帥（1784年出生）
- 1891年：約瑟夫·巴澤爾傑特，英國土木工程師（1819年出生）
- 1897年：詹姆斯·約瑟夫·西爾維斯特，英國數學家（1814年出生）
- 1918年：莉莉·布朗熱，法國作曲家（1893年出生）
- 1921年：塔拉特帕夏，鄂圖曼帝國政治人物，亞美尼亞大屠殺的主犯（1874年出生）
- 1923年：宋忠堅，台灣基督長老教會宣教師，曾與巴克禮在乙未戰爭時率領日軍進駐臺南府城（1860年出生）
- 1929年：严修，中国教育家，南开系列学校的创办者之一（1860年出生）
- 1937年：霍华德·菲利普·洛夫克拉夫特，美國恐怖科幻與奇幻小說作家（1890年出生）
- 1938年：尼古拉·布哈林，苏联领导人（1888年出生）
- 1942年：亞歷山大·哲林斯基，奧地利作曲家、指揮家、音樂教育家（1871年出生）
- 1955年：米給雷·貝索，義大利裔瑞士電機工程師（1873年出生）
- 1962年：阿瑟·康普頓，美國物理學家，1927年諾貝爾物理學獎得主（1892年出生）
- 1969年：武藏山武，日本相撲力士，第33代橫綱（1909年出生）
- 2000年：彼得·貝爾茲，英國聖公宗牧師、神學家（1923年出生）
- 2004年：约翰·波普，英国化学家，1998年诺贝尔化学奖得主（1925年出生）
- 2015年：徐才厚，原中国共产党中央军事委员会副主席、中华人民共和国中央军事委员会副主席、中国人民解放军上将（1943年出生）
- 2022年：尤金·派克，美國天文學家（1927年出生）
- 2024年：陳狄克，香港男演員（1946年出生）
- 2024年：何厚華，臺灣作詞人、音樂人、作家（1965年出生）
- 2025年：陳雲址，臺灣眼科醫生（1934年出生）

## 节假日和习俗
- 国际消费者权益日
- 打擊伊斯蘭恐懼症國際日
- 匈牙利：國慶日
- 白俄羅斯：憲法日